# André Grassi
André Grassi est un compositeur, chef d'orchestre, arrangeur musical et parolier français, né le 19 mars 1911 dans le 2e arrondissement de Paris et mort le 15 mars 1972 à Clichy (Hauts-de-Seine).

## Biographie
Il naît le 19 mars 1911, 41 rue de la Lune à Paris. Son père, émigré italien et fumiste de profession, reçoit un jour un piano en remboursement d’une créance. André a 4 ans et se passionne tout de suite pour cet instrument sur lequel il joue constamment sans connaître la moindre note ni la moindre gamme.
Ses dons artistiques sont tels qu’il entre à 14 ans et demi à la Scola Cantorum dirigée par Vincent d'Indy. Il lui suffit de 5 années d’études pour obtenir brillamment son diplôme en Classe Supérieure avec le maximum de points dans toutes les épreuves et, le 14 mars 1932, il donne son premier récital accueilli avec enthousiasme par la critique. Il va avoir 21 ans.
Élève de Paul Braud qui soutient sa carrière et le considère comme son fils, brillant virtuose, concertiste sensible et remarqué par Vincent d’Indy comme possédant les qualités qui lui semblent essentielles : « la perfection, la clarté, la sobriété, le goût », André Grassi poursuit une carrière qui doit rapidement le hisser vers les sommets de l’art pianistique, il est promis au plus bel avenir.
Mais Paul Braud meurt en 1935. André Grassi continue à se produire jusqu’en 1939 toujours avec autant de brio mais désormais sans le soutien moral et financier de son maître.
À la déclaration de la guerre, mobilisé et envoyé au front comme brancardier, il est fait prisonnier et se retrouve en Stalag en Prusse Orientale. Il en sortira en 1941.
Ce musicien complet est d'abord pianiste dans le cabaret de Suzy Solidor durant l'Occupation.
Après la Libération, il compose ses premières chansons (Nostalgie pour Colette Mars) et, parallèlement à ses activités d'arrangeur musical et de chef d’orchestre, continue de composer jusqu'à la fin des années 1960.
Pendant 30 ans, il va construire dans l’univers des variétés (Chanson – Opérette – Musique Légère) une carrière qui lui ressemble : discrète, sensible, talentueuse, raffinée, dans l’ombre mais appréciée de nombreux artistes pour qui il sera un accompagnateur rare, un auteur-compositeur chaleureux et un ami précieux.
Citons quelques interprètes célèbres : André Claveau, Armand Mestral, René-Louis Lafforgue, Philippe Clay, Les Frères Jacques, Odette Laure, Colette Renard, Mouloudji, etc. Et bien sûr, Catherine Maisse sa femme et interprète essentielle de ses plus belles chansons d'amour.

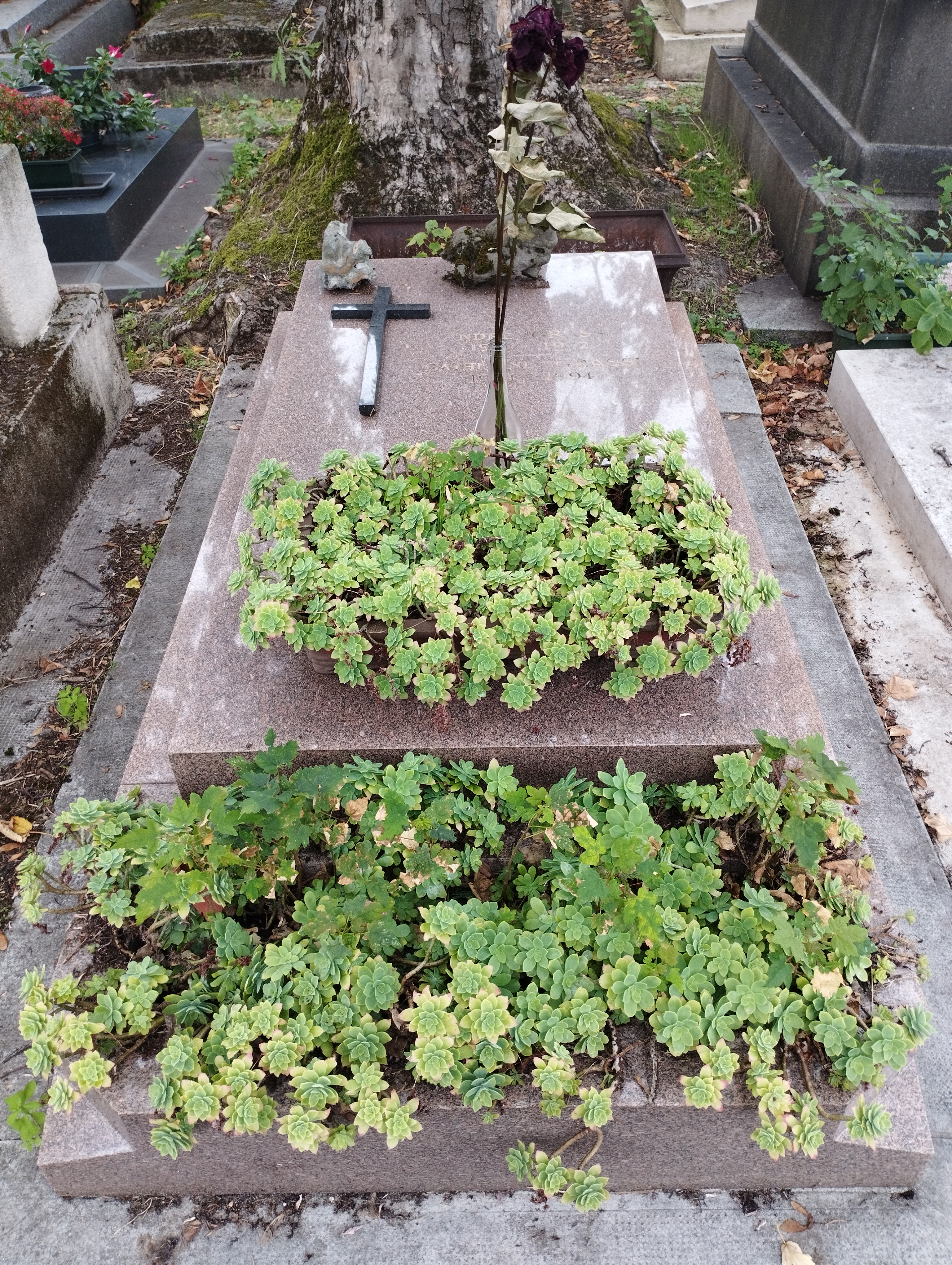
Tombe d'André Grassi au cimetière du Montparnasse (division 13).

Citons quelques chansons : Au bord de l’eau - La Fontaine aux Fées – Jimbo l’éléphant – La Marie – Les Voyous – Sur la route bleue – Nostalgie – La Complainte du corsaire – Éternité.
Des années 1940 aux années 1960, André Grassi réalise les arrangements musicaux de disques enregistrés par des chanteurs francophones dont Simone Bartel, Lucienne Boyer, Jacques Brel, André Claveau, André Dassary, Lucie Dolène, Odette Laure, Félix Leclerc, Nicole Louvier, Mouloudji, René-Louis Lafforgue, Patachou, Catherine Sauvage. Il orchestre le premier album studio 33 tours de la jeune Juliette Gréco, par ailleurs premier disque vinyle produit par le nouveau label Philips (Juliette Gréco chante ses derniers succès, 1952).
Il réalise ses arrangements selon un large éventail allant du style léger comme l'opérette jusqu'au symphonique avec grand déploiement de cordes pour des chansons françaises comme Les Feuilles mortes et Les Enfants qui s'aiment (versions de Juliette Gréco enregistrées en 1951). 
André Grassi meurt le 15 mars 1972, quarante ans presque jour pour jour après avoir donné son premier concert de jeune virtuose. Il est inhumé au cimetière du Montparnasse (division 13).

## Œuvres

### Chansons
- 1944 : C'était place Pigalle, paroles de René Gonot
- 1946 : La Complainte du corsaire, paroles d'Henri Contet, interprétée par Armand Mestral
- 1947 :
  - Jimbo l'éléphant, paroles et musique d'André Grassi, interprétée par André Claveau
  - La Marie, paroles et musique d'André Grassi, interprétée par Les Compagnons de la chanson
- 1950 :
  - La chanson qui nous suivait, paroles de Mossieu Bamako, interprétée par Colette Mars
  - Au temps des fiacres, paroles d'André Grassi et musique de Philippe-Gérard, interprétée par Lily Fayol
  - Tambour battant, paroles et musique d'André Grassi, interprétée par Lily Fayol
- 1951 :
  - Moi j'aime ça, paroles et musique d'André Grassi, interprétée par Lucienne Boyer
  - Nostalgie, paroles et musique d'André Grassi, interprétée par Lucienne Boyer (reprise)
  - Y'avait toi, paroles et musique d'André Grassi, interprétée par Colette Mars
- 1952 :
  - Au bord de l'eau, paroles et musique d'André Grassi, interprétée par Léo Marjane
  - Ballade du ver luisant, paroles d'André Grassi et paroles de Georges Pomian, interprétée par André Claveau et Lucienne Vernay
  - Ronde des abeilles, paroles d'André Grassi et paroles de Georges Pomian, interprétée par André Claveau et Lucienne Vernay
  - Églogue du hérisson, paroles d'André Grassi et paroles de Georges Pomian, interprétée par André Claveau et Lucienne Vernay
  - Pavane de la tortue, paroles d'André Grassi et paroles de Georges Pomian, interprétée par André Claveau et Lucienne Vernay
  - Vol de la libellule, paroles d'André Grassi et paroles de Georges Pomian, interprétée par André Claveau et Lucienne Vernay
  - Tarentelle de l'araignée, paroles d'André Grassi et paroles de Georges Pomian, interprétée par André Claveau et Lucienne Vernay
- 1955 : Chacun sa prière, paroles et musique d'André Grassi
- 1956 :
  - Le Braconnier, paroles de René-Louis Lafforgue et musique d'André Grassi et René-Louis Lafforgue
  - Par le vieux chemin de pierre, paroles de René-Louis Lafforgue et musique d'André Grassi et René-Louis Lafforgue
  - Les Voyous, paroles et musique d'André Grassi, interprétée par Philippe Clay
- 1957 : Au bord de l'eau, paroles d'André Grassi, interprétée par Dany Dauberson (reprise)
- 1962 : Marie d'Aquitaine, paroles de René Ruet, interprétée par Michèle Arnaud
- 1968 : album Chansons-bêtes (Le Chat curé, La Vive, Le Loup attendri, La Jument, La Mariée trop belle, La Crevette, La Fourmi et la Cigale, La Fille et le Loup, Le Bernard l'ermite, L'Enterrement), paroles de Jean Anouilh et musiques d'André Grassi, interprétées par Simone Bartel

### Opérettes
- 1966 : Le Chapeau de paille d'Italie, d'après la pièce de théâtre d'Eugène Labiche, partition musicale en collaboration avec Guy Lafarge.
- 1967 : Bouchencœur, d'après la pièce de théâtre d'Eugène Labiche, partition musicale en collaboration avec Guy Lafarge.

#### Opérette enregistrée
- 1971 : Ignace (extraits), livret et lyrics de Jean Manse, musique de Roger Dumas, direction orchestre et chœurs d'André Grassi. Album 33 tours 30 cm mono/stéréo Decca Records réf. 115024 A (BNF 37841650). Interprètes : Fernandel (Ignace), Madeleine Clervanne, Éliane Thibault.

## Sources
- Principales sources pour l'élaboration de cet article : catalogue général de la BnF, Guide Totem de la chanson française et francophone, Éditions Larousse, 1999  (ISBN 2035113466).